# 守山口站
守山口站（日语：／ Moriyamaguchi eki */?）是一座位於愛知縣東春日井郡守山町字町南（現時：名古屋市守山區町南），名古屋鐵道（名鐵）瀨戶線的車站（廢站）。

## 歷史
在1944年（昭和19年），隨著戰況惡化，瀨戶線內此站與東大手站、瓢簞山站和笠寺道站一同暫停營業。在1969年（昭和44年），此站正式廢除。
- 1921年（大正10年）4月13日 - 車站啟用[1]。但是，也有文獻記載此站啟用日期與瀨戶自動鐵道矢田至瀨戶之間開通日期相同[2]。
- 1944年（昭和19年） - 車站被暫停營業[1]。
- 1956年（昭和31年）10月15日 - 車站被廢除[1]。

## 車站構造
車站是一座地面車站。設有2面2線的相對式月台。

## 遺址
現時在車站遺址的路軌旁還有一些月台遺蹟。

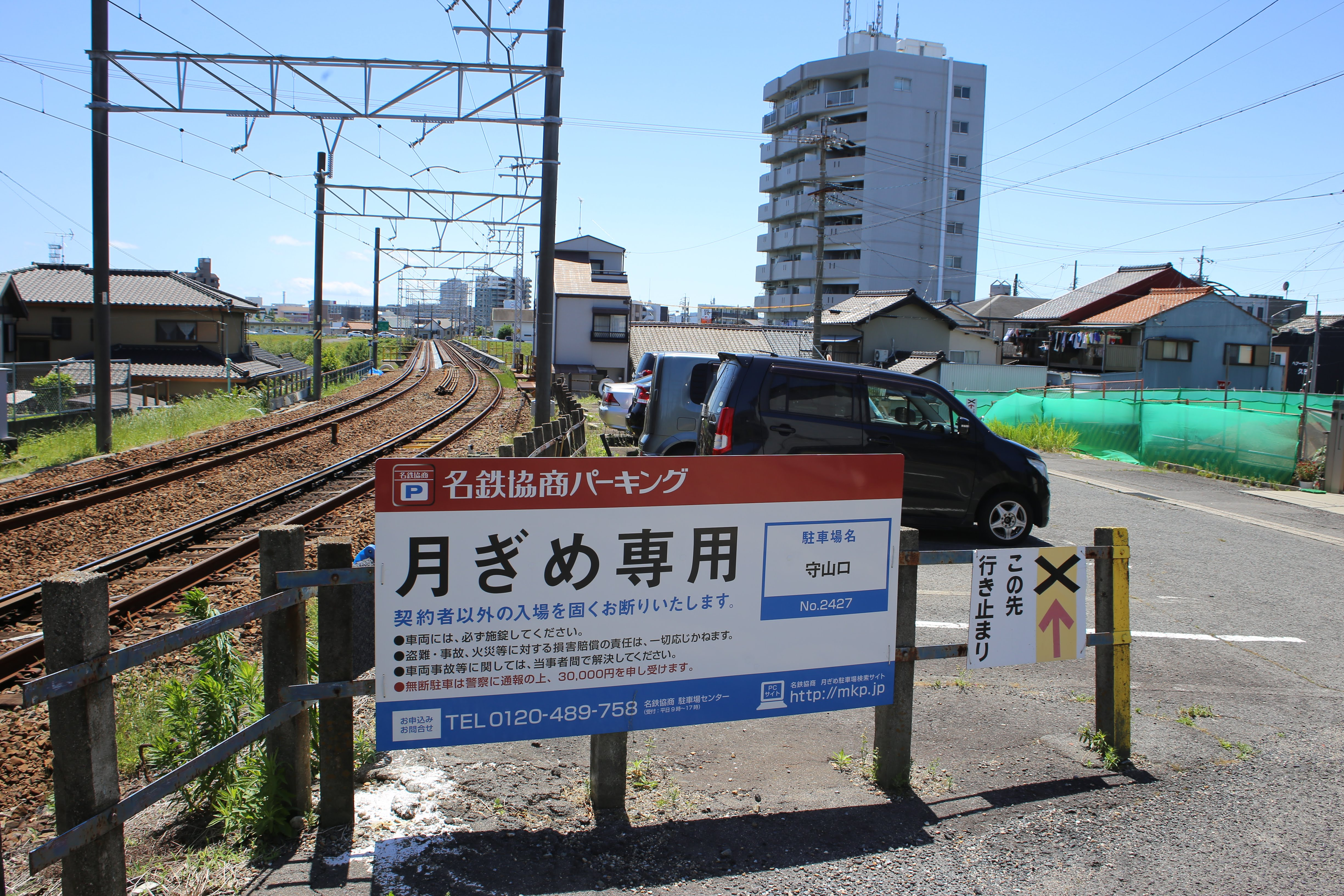
車站遺址變為由名鐵相關企業營運的月租停車場（2018年5月）

## 相鄰車站
名古屋鐵道
瀨戶線
矢田－守山口－聯隊前

## 注腳
1. 1 2 3  日本鉄道旅行地図帳編集部 2008，第46頁.
2. ↑  守山郷土史研究会 1992，第241頁.